# Skálholt
Skálholt är en småort i Bláskógabyggð i Suðurland på Island, som från år 1056 var Islands första biskopssäte.
Biskop Gizurr Ísleifsson (1082–1118) skänkte 1096 sin fädernesgård till kyrkan som det första biskopssätet, och hans förfader, Teitr Ketilbjarnarson, var första bosättaren här. Ätten tog till sig kristendomen då den accepterades på Alltinget år 1000, och byggde Islands första kyrka samma år.
Adam av Bremen, som skrev sin krönika runt år 1075, beskrev Scaldholz, som han kallade Skálholt, som "den största staden", på Island.
Skálholt var Islands enda biskopssäte, tills stiftet i Hólar grundades 1106. År 1796 flyttades lades biskopssätena Hólar och Skálholt samman och flyttades till Reykjavík.

## Historia

### Medeltiden
På 1100-talet byggde biskop Klængr Þorsteinsson en stor kyrka eller katedral på Skálholt. Det var ett stort byggnadsverk, rest i timmer som skaffades från Norge. I århundraden var Skálholt centrum för lärande och kultur på Island, en status som varade fram till reformationen. Under cirka 700 år var platsen huvudstad för Island.

### Reformationen
Från bildandet av Kalmarunionen 1397 stod Island under danskt styre. När Danmark under kung Christian III genomgick en protestantisk reformation i mitten av 1500-talet påverkades därför även Island och kyrkan i Skálholt.
Biskopen i Skálholt, Jón Arason, kämpade för att bevara katolicismen och mot att de danska styresmännens lade sig i Islands religion. Han ansåg att öns kultur skulle kunna bibehållas bättre om Island fick förbli katolskt. I ett brev från påve Paulus III fick Arason stöd för att fortsätta att bekämpa den lutherska läran och behålla den katolska läran. Han tog också hjälp av sina utomäktenskapliga barn. Men vid Slaget vid Sauðafell tillfångatogs Arason och två av hans söner, Ari och Björn, av deras främste motståndare Daði Guðmundsson. De tre överlämnades till kungens fogde. Enligt legenden fick en av biskopens döttrar höra talas om tillfångatagandet. Hon samlade sina styrkor för att rädda honom, men hennes ansträngningar misslyckades.[källa behövs]
År 1550 avslutades biskop Jón Arasons kamp för ett katolskt Island, genom att han och hans söner halshöggs. Kungens fogde Christian Skriver avkunnade biskopens dödsdom. Skriver dödades senare av fiskare, som hade kämpat för Arason, enligt ryktet på uppdrag av Arasons mäktiga och förmögna dotter Þórunn Jónsdóttir. Skrivers död var lika mycket personlig hämnd för Arasons död som en följd av de sekteristiska stridigheterna mellan katoliker och lutheraner.[källa behövs]

## Skálholtskartan

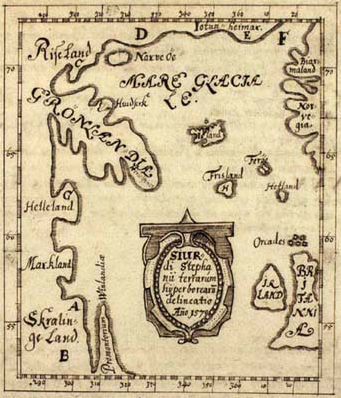
Skálholtkartan

I slutet av 1500-talet försökte en ung lärare från Skálholt, Sigurd Stefánsson, använda tillgängliga dokumenterade bevis för att markera olika platser från den fornnordiska utforskningen av västra Atlanten, inklusive Vinland, på en karta. Sigurdur var sonson till en biskop i Skálholt. Efter att ha studerat vid Köpenhamns universitet blev Sigurdur lärare vid det före detta klostret Skálholt, som fortsatte att vara ett religiöst och utbildningscentrum på Island även efter att protestantismen infördes 1551.
Hans originalversion från 1570 finns inte längre. En kopia gjordes 1690 av Þórður Þorláksson (även känd under sitt latinska namn Thorlacius), biskop av Skálholt. Hans karta finns i Det Kongelige Biblioteks samling. Andra kopior gjordes av skandinaviska forskare. Genom att matcha de brittiska öarnas latitud visar kartan den norra spetsen av Vinland (51°N) på samma latitud som Irlands sydspets och Bristol i England. Denna information överfördes till mer moderna kartor. Detta tydde bland annat på att Vinlands udde märktes av Stefansson som Newfoundlands nordligaste udde – bekräftat av de framgångsrika arkeologiska upptäckterna 1960 vid L'Anse aux Meadows (51°N).
År 1785 förstördes Skálholt av ett jordskalv
Skálholt består av en relativt stor kyrka och ett antal andra byggnader, och har haft en mycket stor betydelse för Islands historia. Mellan 1056 och 1785 var Skálholt det ena av två biskopssäten på ön. Det andra sätet, Hólar, grundades 1106 för den norra delen av Island. Platsen Skálholt överlevde reformationen 1550, men inte den sista katolska ärkebiskopen Jón Arason av Hólar, som avrättades på Skálholt tillsammans med sina två söner.
Den ursprungliga gården brann ner 1630, och den första skolan på Island grundades här. I perioden 1553–1785 fanns en latinskola, där det idag finns en bondgård.

## Modern kyrka i Skálholt
Den moderna kyrkan, som byggdes mellan 1956 och 1963, är trettio meter lång, och kan ses som lång efter isländsk standard, men tidigare kyrkor på platsen kan ha varit uppemot 50 meter långa. Alla de övriga nordiska länderna har bidragit till byggandet av kyrkan och den nuvarande inredningen.
År 1954, två år efter färdigställandet av kyrkan, grävde arkeologer i fundamentet till den gamla kyrkan, och fann en sarkofag som man menar är kvarlevorna efter biskop Páll Jónsson, som var en betydande biskop vid Skálholt. Hans sarkofag, tillsammans med andra föremål som hittades på platsen, är placerade i en underjordisk Kammare i närheten av den nya kyrkan.
Skálholt besöks idag för den nya kyrkan, för dess gravkammare med avlidna biskopar, museet och för sin samling av gamla handskrifter. 

## Galleri

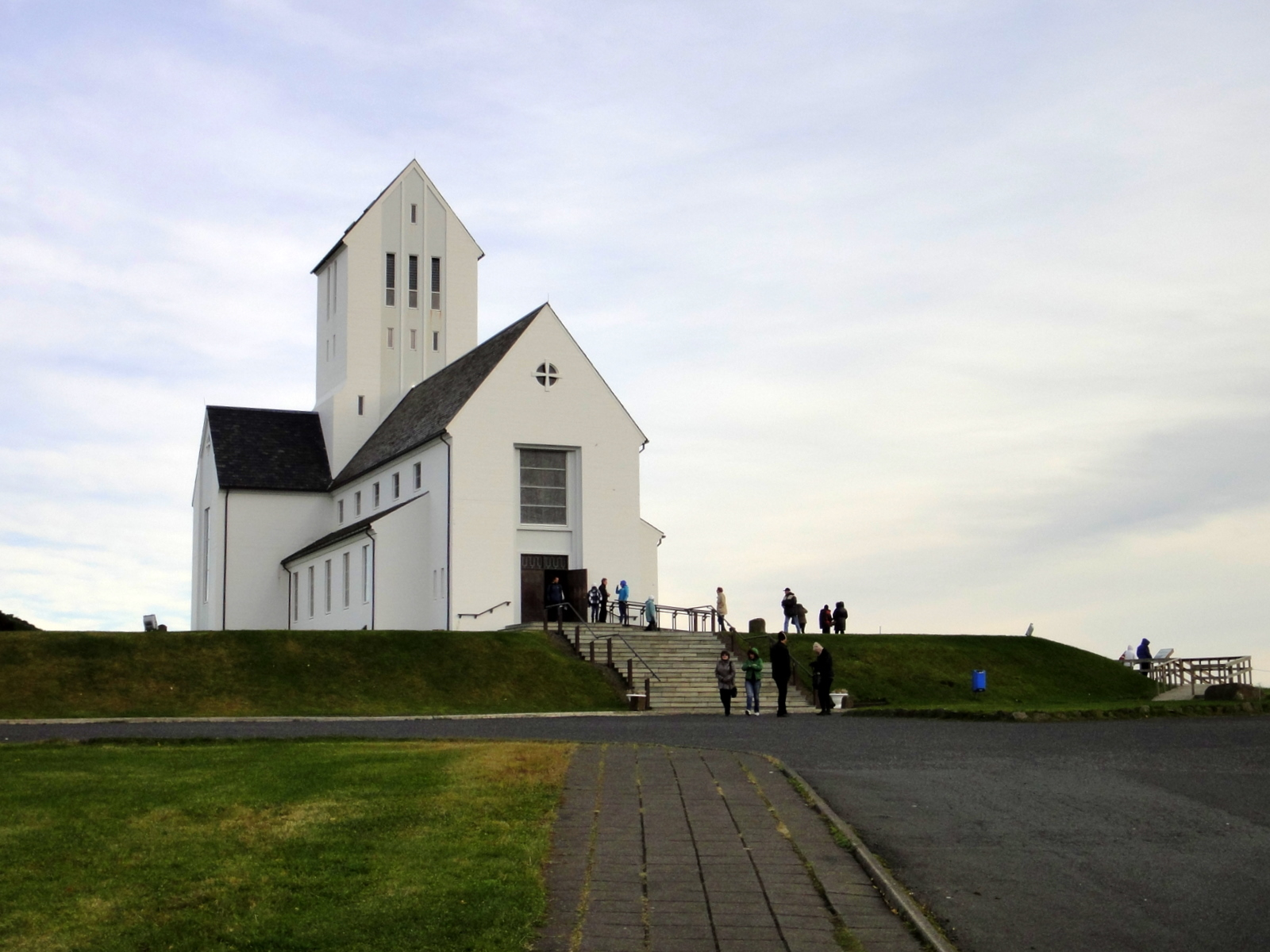
Skálholtys kyrka
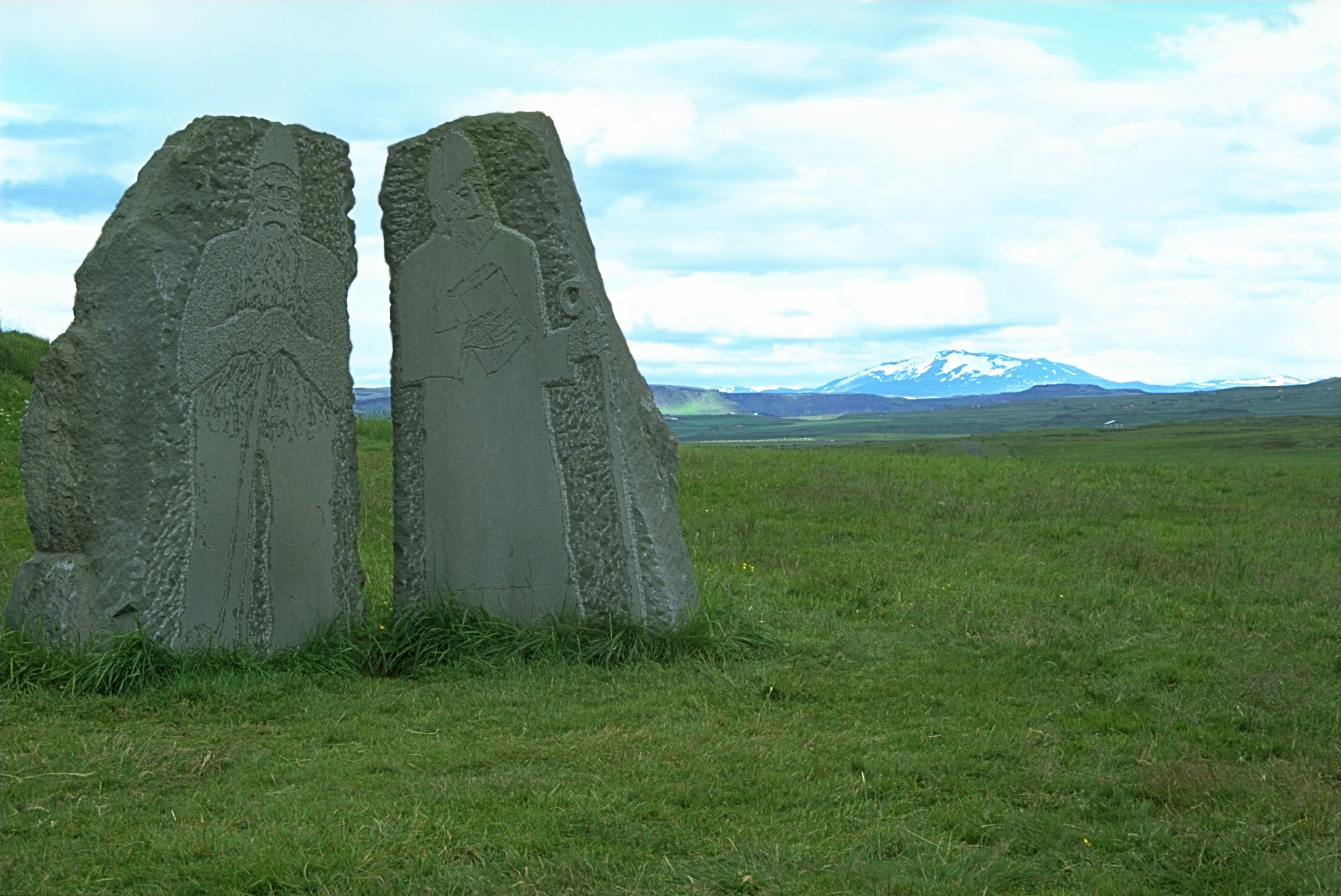
Minnessten vid Skálholt
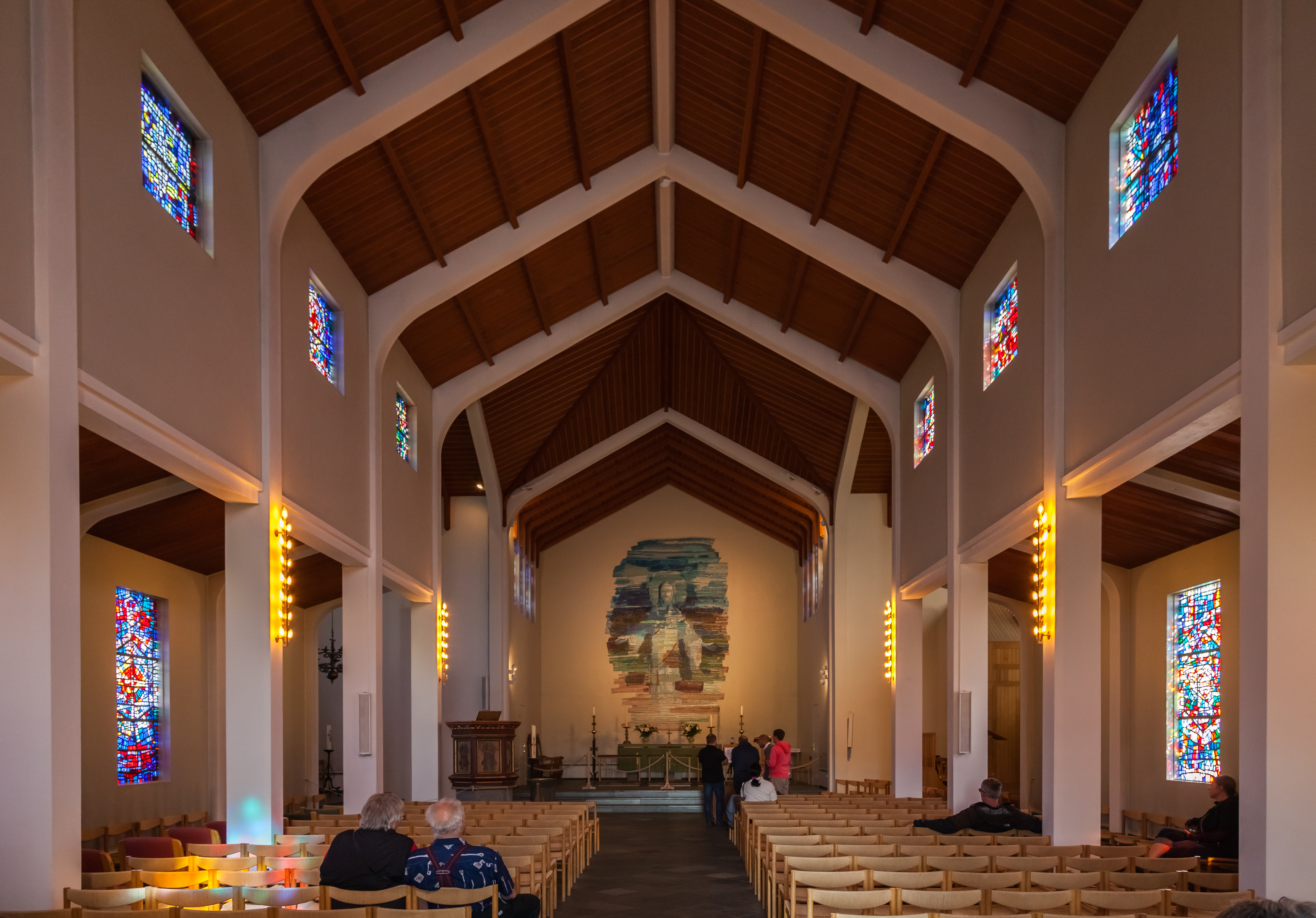
Interiör av kyrkan
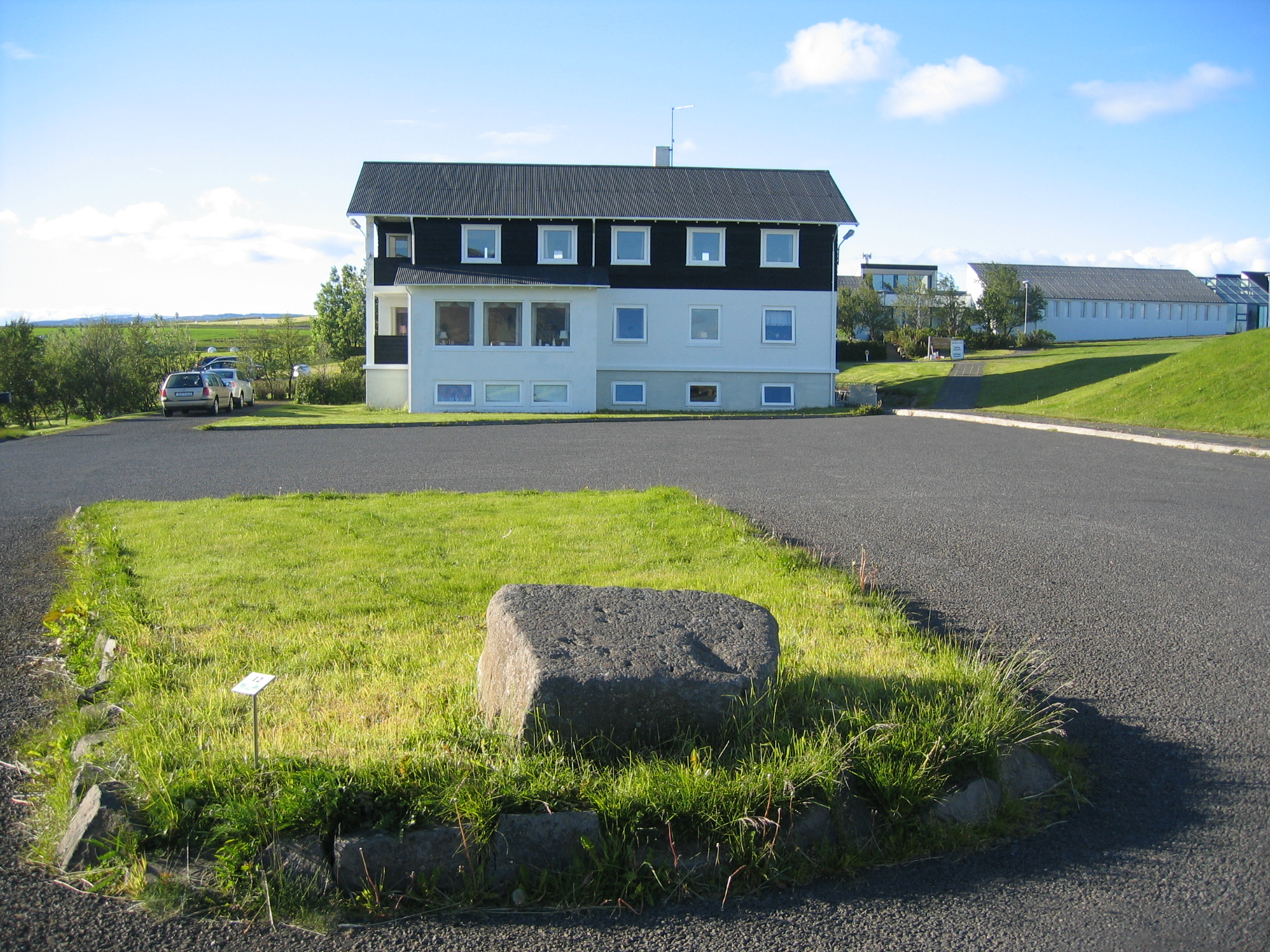
Hus i Skálholt
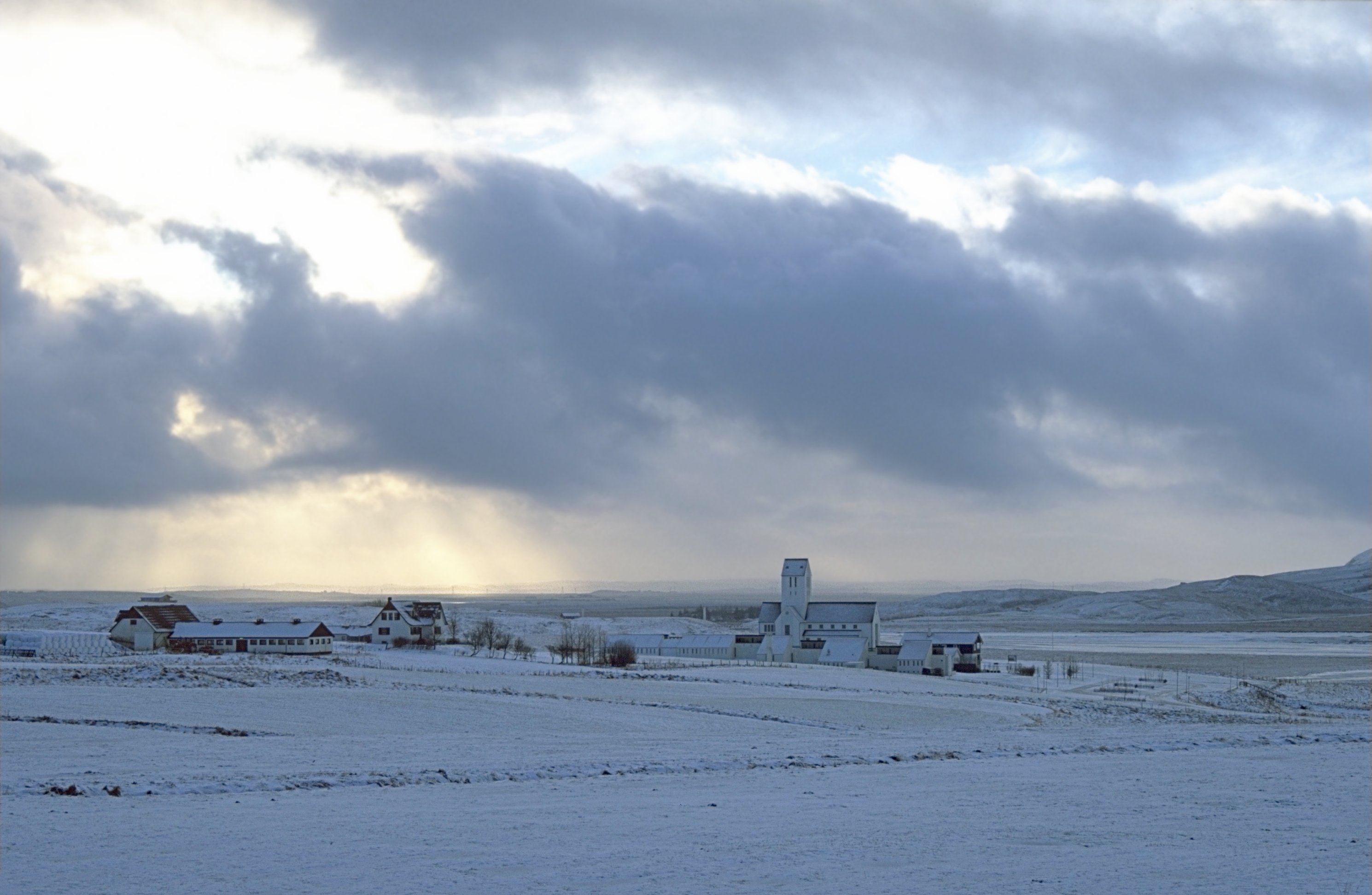
Skálholt vintertid
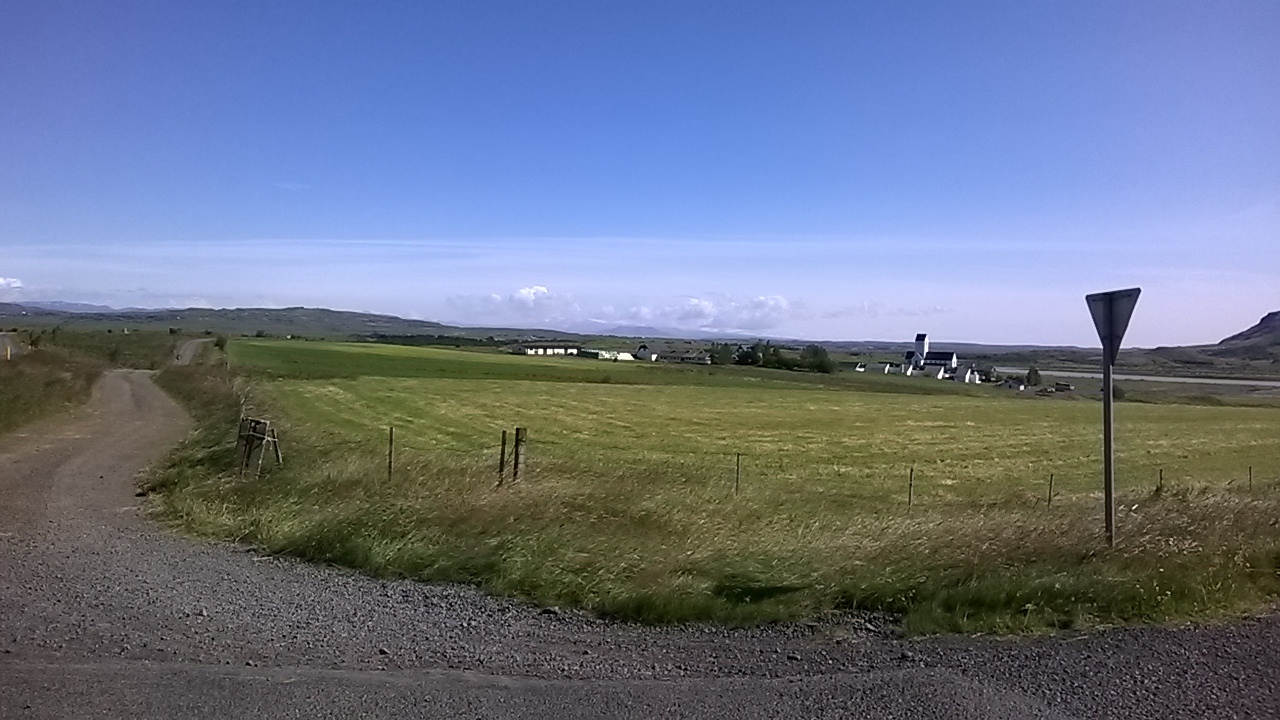
Skálholt sommartid
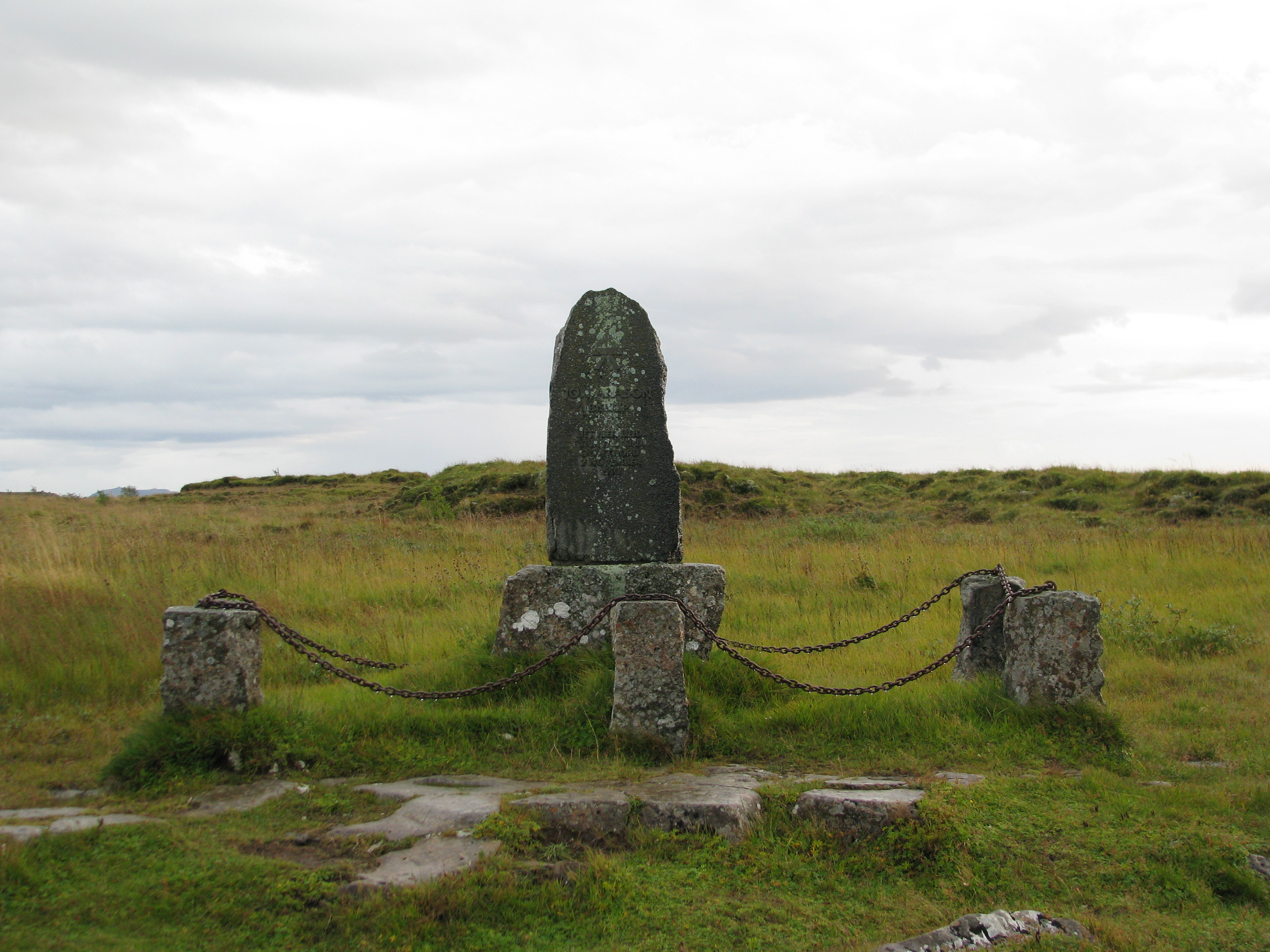
Monument över Jón Arason